# Handianus maculaticeps
Handianus maculaticeps är en insektsart som beskrevs av Reuter 1885. Handianus maculaticeps ingår i släktet Handianus och familjen dvärgstritar. Inga underarter finns listade i Catalogue of Life.